# Resolutie 450 Veiligheidsraad Verenigde Naties
Resolutie 450 van de Veiligheidsraad van de Verenigde Naties werd op 14 juni 1979 aangenomen. Twaalf leden van de Veiligheidsraad stemden voor deze resolutie, geen enkel lid stemde tegen en twee leden onthielden zich. De twee onthouders waren Tsjecho-Slowakije en de Sovjet-Unie. Eén lid, de Volksrepubliek China, nam geen deel aan de stemming. De resolutie verlengde de UNIFIL-vredesmacht in Zuidelijk Libanon met een half jaar.

## Achtergrond
Veel Palestijnse vluchtelingen zaten in vluchtelingenkampen in Libanon. Vanhieruit viel de Palestijnse Bevrijdingsorganisatie (PLO) het in het zuiden aangrenzende Israël aan. Dat reageerde met tegenaanvallen in het zuiden van Libanon. De VN-Veiligheidsraad had Israël in resolutie 279 al gevraagd om de soevereiniteit van Libanon te respecteren.
Op 11 maart 1978 kaapten Palestijnse terroristen een lijnbus in Israël, waarbij uiteindelijk 38 burgers omkwamen. Een paar dagen later viel het Israëlisch leger het zuiden van Libanon binnen en bezette gedurende een week het gebied tot aan de rivier Litani. De bedoeling was om de PLO-strijders weg te duwen van de grens.
De Verenigde Naties eisten dat Israël zich terugtrok en zetten de tijdelijke VN-macht UNIFIL op in de streek. Die moest erop toezien dat Israël zijn troepen daadwerkelijk terugtrok en er de vrede handhaven totdat de Libanese overheid haar gezag opnieuw kon doen gelden. Anno 2021 was de vredesmacht nog steeds ter plaatse.

## Inhoud
De Veiligheidsraad:
- Herinnert aan de resoluties 425, 426, 427 en 434 evenals de verklaring van de voorzitter van de Afrikaanse Groep VN-landen.
- Herinnert ook aan resolutie 444 in het bijzonder.
- Heeft het rapport van de secretaris-generaal Kurt Waldheim over de interim-VN-macht in Libanon bestudeerd.
- Handelt op vraag van Libanon.
- Herbevestigt zijn oproep om de territoriale integriteit, eenheid, soevereiniteit en onafhankelijkheid van Libanon strikt te respecteren.
- Is bezorgd over de blijvende belemmeringen en de bedreiging van de veiligheid, bewegingsvrijheid en de veiligheid van het hoofdkwartier van de macht die de voltooiing van het activiteitenprogramma beletten.
- Is ervan overtuigd dat de situatie vrede in het Midden-Oosten in de weg staat.

1. Betreurt het geweld tegen Libanon.
2. Roept Israël op de acties tegen Libanon stop te zetten.
3. Roept alle betrokkenen op acties die niet overeenstemmen met de doelstellingen van de VN-macht te stoppen.
4. Herhaalt dat de doelstellingen van de macht dezelfde blijven.
5. Looft het werk van de VN-macht.
6. Herbevestigt de geldigheid van het wapenstilstandsakkoord tussen Israël en Libanon.
7. Roept alle lidstaten op hun eventuele invloed aan te wenden.
8. Beslist het mandaat van de macht met zes maanden te verlengen, tot 19 december.
9. Herbevestigt zijn vastberadenheid om resolutie 425 ten uitvoer te brengen.
10. Besluit om op de hoogte te blijven.

Lijst ·  444 ·  445 ·  446 ·  447 ·  448 ·  449 ·  450 ·  451 ·  452 ·  453 ·  454 ·  455 ·  456 ·  457 ·  458 ·  459 ·  460 ·  461